# N684 (België)
De N684 is een gewestweg in de Belgische provincie Luik. De weg verbindt de N65 in Villers-le-Bouillet met de N90 in Neuville-sous-Huy. De route heeft een lengte van ongeveer 8 kilometer.

## Plaatsen langs de N684
- Villers-le-Bouillet
- Ampsin
- Neuville-sous-Huy